# Dariusz Żabiński
Dariusz Władysław Żabiński (ur. 18 czerwca 1953 r. w Śremie) – artysta fotografik mieszkający w Śremie.

## Początki zainteresowań
Dariusz Żabiński w 1972 ukończył Technikum Leśne w Rzepinie i, chociaż nie pracuje w swoim zawodzie, wykształcenie to wywarło wpływ na tematykę jego prac. Początkowo interesował się filmem, przez 3-4 lata kręcił amatorskie filmy kamerą kupioną w Związku Radzieckim, w 1975 kupił pierwszy aparat fotograficzny marki Zenit. W 1978 zaczął interesować się fotografią przyrodniczą. Na początku lat 80. nawiązał kontakt z Poznańskim Towarzystwem Fotograficznym i od 1982 regularnie prezentuje swoje prace na wystawach zbiorowych i indywidualnych.

## Twórczość
W twórczości fotograficznej Dariusza Żabińskiego można wyróżnić kilka głównych nurtów zarówno pod względem tematyki jak i strony formalnej fotografii. Dominuje fotografia przyrodnicza, przedstawiająca zwierzęta i szatę roślinną. Dariusz Żabiński wykonuje też jednak zdjęcia krajobrazów miejskich i architektury, przeważnie swojego miasta rodzinnego – Śremu (jego zdjęcia są wykorzystywane przez Urząd Miejski w Śremie w wydawnictwach promocyjnych). W ostatnich latach twórczości artysty widać też zainteresowanie bardziej ogólną tematyką – abstrakcją, a także sztuką paleolitu.
Pod względem formalnym w rozwoju twórczości artysty można zaobserwować stopniowe odchodzenie od realizmu do coraz większego przetwarzania rzeczywistości. W fotografii Dariusza Żabińskiego pejzaże i obiekty stają się coraz bardziej odrealnione, aż do poetyki surrealistycznej. Używane przez artystę metody obróbki powodują też, że niektóre fotografie (np. te nawiązujące do sztuki prehistorycznej) zbliżają się do grafiki. Pomimo tych eksperymentów formalnych Żabiński nie korzysta jednak z komputera do obróbki zdjęć, nie używa też aparatu cyfrowego.
Dariusz Żabiński zajmuje się również twórczością literacką. Pisze między innymi wiersze i aforyzmy, zamieszczając je w katalogach swoich wystaw.

## Nagrody i wystawy
Już na pierwszej wystawie – Międzynarodowym Biennale Fotografii Przyrodniczej w Poznaniu w 1982 – Dariusz Żabiński zdobył srebrny medal. Srebrne i złote medale zdobywał również na późniejszych biennale w latach 1984, 1986, 1988. Od 1997 zgłasza również swoje prace do konkursu im. Włodzimierza Puchalskiego, na którym dwukrotnie (w latach 1997 i 1999 zdobywał Grand Prix, a także kilkakrotnie I i III nagrodę.
Dariusz Żabiński przedstawia swoje prace również na wystawach indywidualnych, przeważnie w Śremie i innych miastach Wielkopolski, a także w Niemczech (w Poczdamie) i Czechach (w Rožnovie pod Radhoštěm, mieście partnerskim Śremu, i Brnie).

## Publikacje
Swoje prace Dariusz Żabiński publikuje w czasopismach poświęconych fotografice, przyrodzie i myślistwu (np. "Amateur Photographer" z Wielkiej Brytanii, "Wild und Hund" i "Jäger" z Niemiec, "National Geographic Polska", "Łowiec Polski") i na łamach prasy lokalnej ("Gazeta Śremska", "Kórniczanin"). Ilustruje też albumy wydawane na zlecenie lokalnych władz (Śrem, Przyroda Ziemi Śremskiej), a z dwóch jego wystaw indywidualnych – Fotografia, czyli pamiętnik wewnętrzny i Braciszkowie – moja rzecz o zwierzętach - wydano też katalogi.